# Ильин, Иван Фёдорович
Ива́н Фёдорович Ильи́н (18 сентября 1919, Исменцы, Чебоксарский уезд, Казанская губерния, Российская империя — 5 сентября 1988, Волжск, Марийская АССР, РСФСР, СССР) — советский военачальник. В годы Великой Отечественной войны — командир стрелкового батальона 233-го стрелкового полка 97-й стрелковой дивизии 5-й армии 3-го Белорусского фронта. Участник войны с Японией. Подполковник (1955). Член ВКП(б) с 1943 года.

## Биография
Родился 18 сентября 1919 года в селе Исменцы ныне Звениговского района Марий Эл. В 1936 году окончил неполную среднюю школу в родной деревне. Работал счетоводом в колхозе, нормировщиком на Марийском бумажном комбинате в Волжске Марийской АССР. 
В ноябре 1939 года призван в РККА, служил в Белорусском военном округе. Участник Великой Отечественной войны: начав службу помощником командира стрелкового взвода в Битве под Москвой, завершил войну командиром стрелкового батальона 233-го стрелкового полка 97-й стрелковой дивизии 5-й армии 3-го Белорусского фронта в Германии. Участник форсирования Немана, освобождал города Прибалтики. Первый комендант Каунаса (Литовская ССР). Дослужился до майора. В 1943 году принят в ВКП(б). В 1945 году участвовал в войне против Японии. Был четырежды ранен. В апреле 1955 года уволился в запас в звании подполковника. Награждён многими боевыми наградами: орденами Красного Знамени, Отечественной войны I степени (дважды), Красной Звезды (трижды), Александра Невского (дважды), медалями, в том числе медалью «За боевые заслуги».
После войны работал начальником цеха красного кирпича на Марийском целлюлозно-бумажном комбинате в Волжске.
Умер 5 сентября 1988 года в Волжске.

## Награды
- Орден Красного Знамени (25.04.1945)[3]
- Орден Отечественной войны I степени (14.02.1945, 06.04.1985)[3]
- Орден Красной Звезды (03.08.1943; 12.11.1943; 26.10.1955)[3]
- Орден Александра Невского (21.08.1944, 09.09.1945)[3]
- Медаль «За боевые заслуги» (17.05.1951)
- Медаль «За победу над Японией» (30.09.1945)
- Медаль «За победу над Германией в Великой Отечественной войне 1941—1945 гг.» (09.05.1945)
- Медаль «За взятие Кёнигсберга» (09.06.1945)